# Linnasaari (ö i Kymmenedalen)
Linnasaari är en ö i Finland.   Den ligger i kommunen Itis i den ekonomiska regionen  Kouvola ekonomiska region  och landskapet Kymmenedalen, i den södra delen av landet, 110 km nordost om huvudstaden Helsingfors. Linnasaari ligger i sjön Arrajärvi.